# 이에리사
이에리사(李에리사, 1954년 8월 15일~)는 대한민국의 정치인 겸 대학 교수이자 전직 탁구 선수이다. 에리사라는 이름은 엘리자베스 2세 영국 여왕의 이름을 따서 지어진 것이다.

## 학력
- 서울여자상업고등학교
- 명지대학교 행정학 학사
- 명지대학교 대학원 이학 석사
- 명지대학교 대학원 이학 박사

## 생애
1954년 충청남도 보령군에서 태어난 그는 서울여자상업고등학교 1학년 때인 1970년 태극 마크를 달고 1977년 은퇴할 때까지 8년간 국가대표로 활약했다.
1973년 유고슬라비아 사라예보(현재는 보스니아 헤르체고비나 영토)에서 열린 세계 탁구 선수권 대회에서 김순옥, 박미라, 정현숙과 함께 대한민국 구기 종목 사상 처음으로 단체전 세계 제패를 일군 탁구 선수였다.
제 17대 태릉선수촌장, 용인대학교 기획처장을 역임하였고, 지난 2012년부터 제 19대 새누리당 비례대표 국회의원으로 의정활동을 시작했다.
새누리당 원내부대표와 중앙여성위원장을 맡아 활동했으며 국회 운영위원회, 교육과학기술위원회, 교육문화체육관광위원회, 안전행정위원회 위원과 국회 평창동계올림픽 및 국제경기대회지원특별위원회 간사를 역임했다. 현재는 바른정당 대전 중구 조직위원장을 맡고 있다.
선수 출신으로는 처음으로 종합국제경기대회(2014인천아시아경기대회) 선수촌장으로 임명되어 활동했다.

## 경력
- 2023.05 ~: 한국여성의정 감사
- 서울과학종합대학원대학교 석좌교수
- 2021.08 ~ 2021.11 : 국민의힘 윤석열 제20대 대통령 선거 예비후보 국민캠프 건강스포츠특별위원회 위원장
- 2017.04 ~ 이에리사휴먼스포츠 대표
- 2015.06 ~ 2016.05 제19대 국회 예산결산특별위원회 위원
- 2015.06 ~ 2016.05 제19대 국회 안전행정위원회 위원
- 2015.02 ~ 2015.07 제19대 국회 운영위원회 위원
- 2015.02 ~ 2016.05 새누리당 원내부대표
- 2014.08 ~ 2014.10 제17회 아시아경기대회(대한민국 인천) 선수촌장[5]
- 2013.04 ~ 2016.05 제19대 국회 평창동계올림픽및 국제경기대회지원특별위원회 간사
- 2013.04 제19대 국회 교육문화체육관광위원회 위원
- 2013 ~ (사) 100인의 여성체육인 회장
- 2012.05 ~ 2016.05 제19대 국회의원 (비례대표/새누리당)
- 2009 ~ 2013 제37대 대한체육회(KOC) 선수 분과위원회 위원장
- 2009 ~ 2012 용인대학교 기획처장
- 2009 ~ 2012 사회통합위원회 위원
- 2008 ~ 2009 대한올림픽위원회 상임위원
- 2008 제29회 베이징올림픽 한국선수단 총감독
- 2006.12 제15회 도하하계아시아경기대회 한국선수단 총감독
- 2006.02 제20회 토리노동계올림픽대회 한국선수단 총감독
- 2006 ~ 2009 한국스포츠중재위원회 위원
- 2005.10 제4회 마카오동아시아경기대회 한국선수단 부단장
- 2005.03 ~ 2008.08 제17대 태릉선수촌 선수촌장
- 2005.01 제22회 동계유니버시아드대회 한국여자대표팀 감독
- 2004.09 제28회 아테네올림픽 한국여자탁구팀 감독
- 2003.03 ~ 2013.02 용인대학교 스포츠레저학과 교수
- 2000.08 제27회 시드니올림픽 한국대표단 경기담당
- 1987 ~ 1988 제24회 서울올림픽 한국 여자탁구팀 감독
- 1985 ~ 1990 경희대학교 여자탁구팀 코치
- 1982.11 ~ 1985.05 동아건설 여자탁구팀 코치
- 1980 ~ 1982.10 서독FTG 프랑크푸르트팀 코치, 선수
- 1978.05 ~ 1979 서울신탁은행 탁구팀 코치

## 수상내역
- 2009 여성신문 제3회 올해의 인물상
- 2006 국제올림픽위원회 IOC 여성과 스포츠 트로피 아시아대륙부문
- 2002 제14회 윤곡상 공로상
- 1996 제1회 조정순체육상
- 1988 체육훈장 맹호장
- 1976 서독국제오픈탁구선수권대회 여자 복식 우승
- 1976 서독국제오픈탁구선수권대회 여자 단식 우승
- 1976 서독국제오픈탁구선수권대회 여자 개인전 우승
- 1974 대통령 표창
- 1974 제9회 5.16민족상
- 1973 대한민국 체육상
- 1973 국민훈장 무궁화장
- 1973 제32회 사라예보 세계탁구선수권대회 단체전 우승

## 역대 선거 결과
| 선거명      | 직책명             | 대수 | 정당     | 득표율 | 득표수      | 결과         | 당락                   |
| ----------- | ------------------ | ---- | -------- | ------ | ----------- | ------------ | ---------------------- |
| 제19대 총선 | 국회의원(비례대표) | 19대 | 새누리당 | 42.8%  | 9,130,651표 | 비례대표 9번 | 비례대표 국회의원 당선 |